# Penstemon miser
Espèce
Penstemon miser  est une espèce de plantes de la famille des Plantaginacées, originaire d'Amérique du Nord. Elle est connue sous le nom de  Golden tongue Beardtongue en anglais.

## Description
Cette espèce est pérenne, native de l’Oregon et de l’Idaho, et qui peut atteindre 40cm de hauteur. Les fleurs sont généralement de couleur bleue.